# Arfeuilles
Arfeuilles è un comune francese di 688 abitanti situato nel dipartimento dell'Allier della regione dell'Alvernia-Rodano-Alpi.

## Società

### Evoluzione demografica
Abitanti censiti

## Storia

### Dal Medioevo alla Rivoluzione francese
All'epoca feudale, Arfeuilles non era che una piccola borgata ove qualche religioso del priorato di Châtel-Montagne aveva edificato l'antica chiesa di Arfeuilles (demolita nel XIX secolo e rimpiazzata dalla chiesa attuale). Gli abitanti vivevano sotto la protezione di un signore d'Arfeuilles, Hugues d'Arfoglia, vassallo del conte di Forez. Verso il 1310, a seguito d'un conflitto locale il feudo cadde nelle mani del vincitore, la famiglia signorile di Châtel-Montagne. Arfeuilles integrò la provincia del Borbonnese dipendendo dalla castellania di Vichy come Montmorillon e Châtel-Montagne. Le guerre di religione andarono a finire verso il 1600 con la distruzione dell'antico castello fortezza e della casa signorile edificata a fianco della chiesa.
I secoli XVII e XVIII sono marcati da un netto aumento della popolazione di Arfeuilles e lo sviluppo commerciale del borgo. Nei villaggi, l'industria della canapa procura un apporto importante ai mezzadri che dispongono generalmente di una canapaia. Essa è anche fonte di lavoro per i pettinatori di canapa, filatori e tessitori.

### L'organizzazione rurale nei secoli XVII e XVIII
Nelle antiche società rurali, per far fronte a difficoltà e pericoli di ogni genere, alcune famiglie, viventi in comune sotto un unico tetto, si raggruppavano in comunità. Esse sfruttavano in proprietà condivisa un patrimonio trasmesso di generazione in generazione. Questo modo di sfruttamento famigliare e collettivo era frequente nella montagna del borbonese fino al XIX secolo, ove in seguito scomparve con l'applicazione del Codice napoleonico che non riconosceva tale tipo di associazione.
La comunità era strutturata intorno a un capo della comunità detto le Maître, che gestiva gli interessi comuni ed esercitava una vera autorità morale sul gruppo. I membri del gruppo, chiamati parsonniers, avevano ciascuno una parte del patrimonio comune. In generale, la comunità dava il proprio nome al villaggio o alla località dov'era installata.
Nella regione di Arfeuilles, molte comunità sono state identificate a partire dagli atti di Stato civile disponibili, benché non esistesse alcun contratto scritto di associazione.

### Il periodo rivoluzionario
Durante la Rivoluzione francese, con la nuova organizzazione territoriale messa in opera dall'Assemblea costituente del 1789, il territorio di Arfeuilles s'è trovato inserito nel dipartimento dell'Allier e nel suo distretto di Cusset.
Le prime misure politiche e sociali prese dalla Costituente non hanno creato agitazione particolare ad Arfeuilles, essendo la popolazione preoccupata dai cattivi raccolti.
Non fu la stessa cosa con la Costituzione civile del clero, votata il 12 luglio 1790. La nomina e l'installazione dei preti costituzionali (i cosiddetti jureurs, cioè i preti che giuravano fedeltà alla Costituzione repubblicana) e la confisca dei beni delle parrocchie scaldarono gli animi e scatenarono une vera e propria "guerra di campanile". Ad Arfeuilles, ove infieriva il "convenzionalista" montagnardo Jacques Forestier, presidente dell'assemblea cantonale di Arfeuilles, non fu risparmiato il Terrore.
Il comune fu capoluogo d'un cantone all'inizio della Rivoluzione. Esso fu annesso nel 1801 al cantone di Lapalisse.